# 2,6-二氯硝基苯
2,6-二氯硝基苯是一种有机化合物，化学式为C6H3Cl2(NO2)，它是二氯硝基苯的同分异构体之一。它可由2,6-二氯苯胺和过氧三氟乙酸在二氯甲烷中反应制得，或通过3,5-二氯-4-硝基苯胺或2,4-二氯-3-硝基苯胺的脱氨基反应得到。它在浓硫酸中和NBS于60 °C反应，可以得到2,6-二氯-3-溴硝基苯。